# Halkyn United Football Club
Il Halkyn United Football Club, noto semplicemente come Halkyn United F.C., è una società calcistica gallese con sede nella città di Halkyn che milita da lungo tempo nel sistema calcistico inglese. Nella stagione 2014-2015 milita nella Welsh Alliance League.

## Storia
La squadra fu fondata nel 1945, dopo la seconda guerra mondiale, dai soci fondatori della vecchia Halkyn Mountain League.

## Palmarès

### Competizioni nazionali
- Welsh Alliance League: 1

1999-2000